# Rezolucija Vijeća sigurnosti UN-a 847
Rezolucijom Vijeća sigurnosti UN-a 847, jednoglasno usvojenom 30. lipnja 1993., nakon ponovne potvrđivanja Rezolucije 743 (1992.) i kasnijih rezolucija koje se odnose na Zaštitne snage Ujedinjenih naroda (UNPROFOR), vijeće je osudilo vojne napade u Hrvatskoj i Bosni i Hercegovini i produžilo mandat UNPROFOR-a do 30. rujna 1993.
Istaknuta je važnost traženja političkih rješenja za različite sukobe na području bivše Jugoslavije, te osiguravanja povjerenja i stabilnosti u Republici Makedoniji. Vijeće je također ponovno potvrdilo teritorijalni integritet država članica u kojima su bile raspoređene mirovne snage. Rezolucijom se također pozivaju sve strane i drugi zainteresirani da postignu dogovor o mjerama za izgradnju povjerenja u Hrvatskoj, uključujući otvaranje željezničke pruge između Zagreba i Splita, autoceste između Zagreba i Županje i Jadranskog naftovoda, osiguranje nesmetanog prometa preko Novskog ždrila te uspostava opskrbe električnom energijom i vodom svih područja u Hrvatskoj i zaštićenih područja Ujedinjenih naroda.
Vijeće je objavilo svoju odlučnost za sigurnost i slobodu kretanja UNPROFOR-a, djelujući prema Poglavlju VII. Povelje Ujedinjenih naroda, njegov mandat je produžen, a od glavnog tajnika Butrosa Butrosa-Galija zatraženo je da izvijesti o provedbi trenutne rezolucije.

## Vanjske poveznice
| Wikizvor | Engleski Wikizvor ima izvorni tekst na temu: United Nations Security Council Resolution 847 |

- Text of the Resolution at undocs.org